# Edvard Möller
Edvard Möller (Edvard Carl Möller; * 13. Februar 1888 in Västerås; † 23. Juni 1920 in Gustavsberg) war ein schwedischer Hoch- und Weitspringer.
Bei den Olympischen Sommerspielen 1912 in Stockholm wurde er Vierter im Standhochsprung und Fünfter im Standweitsprung.
1913 wurde er Schwedischer Meister im Standhochsprung und im Standweitsprung.